# Ibrahim Meer
Nair Ibrahim Meer Abdulrahman (16 de julho de 1967) é um ex-futebolista emiratense, que atuava como defensor.

## Carreira
Ibrahim Meer integrou a histórica Seleção Emiratense de Futebol da Copa do Mundo de 1990, esteve junto com o irmão Eissa Meer. 